# Gobierno de Ricardo Martinelli
El gobierno de Ricardo Martinelli en Panamá empezó el 1 de julio del 2009 y finalizó el 1 de julio de 2014, sucediendo a Martín Torrijos Espino y siendo sucedido por Juan Carlos Varela.
En mayo de 2009 venció en las elecciones generales a Balbina Herrera del Partido Revolucionario Democrático con 936,644, es decir el 60,11 por ciento de los votos.

## Campaña política
Para la elección general del 3 de mayo de 2009, los candidatos fueron Balbina Herrera por la alianza oficialista "Un País Para Todos" integrada por el Partido Revolucionario Democrático, el Partido Popular y el Partido Liberal; mientras que Ricardo Martinelli encabezó la alianza "La Generación del Cambio", integrada por los partidos Cambio Democrático, Partido Panameñista, el Movimiento Liberal Republicano Nacionalista y Unión Patriótica; y Guillermo Endara por el Partido Vanguardia Moral de la Patria.
La campaña política de Ricardo Martinelli tuvo dos momentos centrales. La primera estrategia consistió en tomar distancia con los dos partidos tradicionales (PRD y Panameñista) que se habían alternado el poder político en las últimas cuatro administraciones. En esta etapa, Martinelli se presenta como la mejor opción frente a Herrera y Varela. En enero de 2009, Martinelli logra hacer alianza con Varela. Lograda la Alianza con el Partido Panameñista, Martinelli inició su segunda estrategia que consistió en señalar errores cometidos en la administración del PRD encabezada por el entonces presidente Martín Torrijos Espino.
La campaña utilizó diversos lemas, uno de ellos fue «Entran pobres y salen millonarios», donde hacía referencia a la corrupción en la administración saliente. Otros lemas que tuvieron acogida popular fueron «caminando en los zapatos del pueblo»; «los locos somos más» en respuesta a los ataques sobre supuestos desórdenes mentales de Martinelli y «ahora le toca al pueblo» que significaba que le tocaba a los ciudadanos recibir los beneficios de los dineros del Estado. También se presentó a Martinelli con la imagen de una persona humilde, al salir en la propaganda desempeñando diversos trabajos como panadero o pescador.
Mientras que los temas centrales de la Alianza «La Generación del Cambio» fueron: el transporte, la seguridad, la educación, la salud, y el desempleo; temas que lograron captar el voto de la juventud, que se había decepcionado de la administración anterior.
La campaña por la Presidencia de Panamá en el año 2009, tuvo un costo total en publicidad de televisión, radio, periódico y revistas de aproximadamente 29,7 millones de balboas. Los votos emitidos para la elección presidencial del 3 de mayo de 2009, se desglosaron de la siguiente manera: 937,396 (60,11%) para Ricardo Martinelli, 585,383 (37,54%) para Balbina Herrera, y 36,623 (2,35%) para Guillermo Endara.

## Toma de posesión
Ricardo Martinelli tomó posesión como Presidente de la República de Panamá en el Centro de Convenciones Atlapa el 1 de julio de 2009. A su toma de posesión asistieron el entonces Príncipe de Asturias, actualmente Rey de España, Felipe VI; los entonces Presidente de Colombia, Álvaro Uribe; Presidente de Costa Rica, Oscar Arias; Presidente de Guatemala, Álvaro Colom; Presidente de México, Felipe Calderón, Presidente de la República Dominicana, Leonel Fernández, el Presidente de Taiwán, Ma Ying-jeou; el Presidente de la República Árabe Saharahi Democrática Saharahui, Mohamed Abdelaziz; el Presidente de Honduras, Manuel Zelaya; el vicepresidente del Consejo de Estado de Cuba, Esteban Lazo, el Secretario del Interior de los Estados Unidos, Ken Salazar, entre otras personalidades. En su discurso de toma de posesión, Martinelli hizo énfasis en algunos puntos que había sido tema de campaña. Sobre el tema de la corrupción dijo:

En mi gobierno se vale meter la pata, pero no se vale meter la mano.
Ricardo Martinelli

En vista de la presencia de gobiernos de izquierda, sobre todo en América del Sur, Martinelli señaló:

Como presidente haré todo lo que esté a mi alcance para avanzar los ideales de una economía libre.
Ricardo Martinelli

Refiriéndose a la importancia que tiene la inversión extranjera en el crecimiento económico para el país, y señaló:

Vamos a hacer de Panamá el mejor lugar en Latinoamérica para hacer negocios.
Ricardo Martinelli

En otra parte de su discurso, se refirió al futuro político de su gobierno en los siguientes términos:

Lo que empezamos aquí hoy, no cambiará ni en cinco ni en cien años; desde ahora, este gobierno y los que siguen van a caminar en los zapatos del pueblo.
Ricardo Martinelli

Un eje importante de su propuesta electoral fue la seguridad. Al respecto dijo:

Todos los que viven en Panamá y los que nos visitan merecen un país seguro. [...] Estas responsabilidades las vamos a cumplir.
Ricardo Martinelli

## Administración de Martinelli
El presidente Martinelli desarrolló un programa de gobierno en lo social, político y lo económico, que se caracterizó por una masiva inversión de recursos en obras públicas y el uso de diversas estrategias de financiamiento, algunas de las cuales no fueron bien recibidas por la opinión pública.

### Social
El programa 120 a los 70, le otorgaba un bono de 120 balboas mensuales a las personas que tenían 70 años cumplidos y carecían de una pensión de la Caja de Seguro Social. Este programa beneficiaba a unos 80,000 adultos mayores.
Se aprobaron tres salarios mínimos; el que entró en vigencia en enero del 2010, el que entró en vigencia en enero del 2012 y el último que entró en vigencia el 1 de enero de 2014; que establecía un salario mínimo para la zona 1 de 624,00 balboas y para la zona 2 de 488,00 balboas.
En el Gobierno de Martín Torrijos Espino, se subsidiaba el consumo de energía eléctrica de la población hasta los 300 kilovatios. El gobierno de Martinelli aumentó el subsidio al consumo de hasta 500 kilovatios, beneficiando a un mayor número de clientes. Sin embargo, se hicieron varios ajustes para subsidiar el consumo: en el 2012 hasta 450 kilovatios; en el 2013 hasta los 400 kilovatios y en el 2014 hasta los 350 kilovatios.

### Educación
El bono de 20 balboas a los estudiantes de las escuelas y colegios oficiales para la compra de uniformes escolares. La entrega de mochilas y útiles escolares. Este programa se llamaba «Beca Universal» y otorgaba 20 balboas mensuales por 9 meses, a los estudiantes desde preescolar hasta el décimo segundo grado de las escuelas y colegios oficiales. Para recibir este beneficio, el estudiante debía tener un promedio mínimo de 3.0.

### Seguridad
Martinelli hizo tres aumentos de sueldo consecutivos en 2010, 2011 y 2012) a la Policía Nacional de entre 100 y 1000 balboas mensuales dependiendo del cargo.

### Reforma fiscal
En marzo de 2010, se aprobó la Ley 8 que entró en vigencia el 1 de julio de 2010. Esta Ley aumenta el Impuesto sobre la ITBMS del 5% al 7% a aquellos productos no contemplados en la canasta básica. El gobierno justificó este aumento del 2% al señalar que con los B/. 200 millones se construirían proyectos de infraestructuras y programas sociales, entre ellos la beca universal. La misma Ley exonera del pago del ISR a las personas que tienen ingresos de hasta B/. 11,000 anuales.
En junio de 2008 se aprobó la Ley 34 de Responsabilidad Social Fiscal (LRSF) cuyo propósito es regular la ejecución del presupuesto del Estado e impedir que el gobierno no exceda el déficit fiscal más allá de lo que permita la Ley para un determinado año.
Ante la falta de disciplina en la ejecución del presupuesto, la Ley ha sido modificado cuatro veces: la primera modificación fue en junio de 2009 durante el período de transición del gobierno de Torrijos al gobierno de Martinelli. La segunda modificación fue en enero de 2011 cuando el Órgano Ejecutivo le solicitó al Legislativo una dispensa para que el déficit fiscal del año 2011 pasara de 1.5% a 3% para hacerle frente a los gastos causados en las inundaciones de Chepo y Cañita el 8 de diciembre de 2010. La tercera modificación fue en enero de 2012. Cuando se aprobaba la Ley que nombraba los directivos del Fondo de Ahorros de Panamá (FAP), que reemplaza al antiguo Fiduciario; el gobierno aprovechó e incluyó un artículo para elevar el déficit fiscal del año 2013 de 2.5% a 2.8%. En abril de 2013 se solicitó una cuarta dispensa para elevar el déficit fiscal del presupuesto de ese año de 2.8% a 3.1%, cuando la Ley 34 de 2008 establecía que el déficit fiscal del año 2013 debía ser de 1%.

### Deporte
Culminó la reconstrucción del Estadio Rommel Fernández, iniciada en la administración de Martín Torrijos, desarrollado por el Instituto Panameño de Deportes.

### Salud
Se planificó la construcción de 5 hospitales y 10 Minsa-Capsi, todos con el sistema de llave en mano. La administración Martinelli inició la construcción del hospital de Metetí (Darién),  el Hospital Anita Moreno (Los Santos) el hospital Manuel Amador Guerrero (Colón), el hospital de Bugaba (Chiriquí) y el hospital Luis "Chicho" Fábrega (Veraguas), con una inversión total de B/. 346.8 millones. El gobierno de Martinelli solo logró terminar e inaugurar el hospital Luis "Chicho" Fábrega, los demás quedaron con un avance en su construcción de entre 30% y 60%.
Se planificó la construcción de 10 Minsa-Capsi con una inversión total de B/. 52.6 millones; también con el sistema de llave en mano. De los 10 proyectos se terminaron 5 y los 5 por terminar. Se inició la construcción de la Ciudad Hospitalaria "Ricardo Martinelli" con un costo de B/. 587.5 millones, que posteriormente pasó a llamarse Ciudad de la Salud.

### Comercio y política exterior
En el comercio exterior, se aprobó y ejecutó por parte de Estados Unidos del Tratado de Promoción Comercial (TPC).
Mientras que en política exterior prometió sacar a Panamá del Parlamento Centroamericano al considerarlo un organismo inoperante. La Asamblea Nacional aprobó la Ley 78 del 11 de diciembre de 2009, cuyo retiro se hizo efectivo a partir del 24 de noviembre de 2010. Posteriormente la Corte Suprema de Justicia declaró inconstitucional la Ley 78, lo que obligó a Panamá a retornar al PARLACEN.

### Reestructuración gubernamental
Creó la Autoridad de Aseo Urbano y Domiciliario para la recolección de basura del distrito de Panamá. y creó la Empresa Nacional de Autopistas (ENA) para la compra y administración de los corredores Norte y Corredor Sur.
Por otro lado, trabajó fuertemente en la modernización del transporte público urbano en los distritos de Panamá y San Miguelito con la eliminación de los "diablos rojos" y la incorporación del Metro Bus. El proceso de modernización continuó con la inauguración de la Primera Línea del Metro de Panamá, en el tramo de Albrook hasta San Isidro, la estructuración de la red al año 2040 y la creación de la empresa estatal Metro de Panamá S.A. Creó la Autoridad de Pasaportes de Panamá y modernizó el sistema de Pasaportes.
Según el estudio de opinión pública de enero de 2019, de Gallup Panamá S.A., el exmandatario Ricardo Martinelli (2009-2014) es el presidente mejor evaluado desde que Panamá recuperó la democracia, en 1990.
Desde entonces hasta la fecha, han sido inquilinos del Palacio de Las Garzas los expresidentes Guillermo Endara, Ernesto Pérez-Balladares, Mireya Moscoso, Martín Torrijos, Ricardo Martinelli, Juan Carlos Varela y el actual presidente Laurentino Cortizo. En los datos que arroja el estudio Gallup, con base en entrevistas a nivel nacional, destaca claramente a Ricardo Martinelli por tener la mejor aceptación de la población a su gestión (en periodo similar actual) cuando estuvo al frente del poder Ejecutivo.
De hecho, solo dos presidentes aparecen con números positivos, Martín Torrijos y Ricardo Martinelli.
En el caso de Martín Torrijos, para esta fecha de su administración refleja una evaluación de +10. Pero Ricardo Martinelli le saca más del doble, recibiendo una aceptación en el mismo periodo de +25.En contraparte, el resto de los presidentes mantenían número negativos al final de sus respectivas administraciones.

## Leyes impopulares

### Ley 30
El lunes 7 de junio de 2010, el Consejo de Gabinete, por intermedio del José Raúl Mulino, quien era Ministro de Gobierno y Justicia se presentó a la Asamblea de Diputados el proyecto de Ley 177 que tenía como propósito «promover el desarrollo sostenible de la aviación comercial en Panamá».
Este proyecto tenía como objetivo la modificación de tres códigos y seis leyes. Los cambios más polémicos fueron: el que modificada el Código de Trabajo porque afectaba principalmente al trabajador; la Ley 18 de 1997, Orgánica de la Policía Nacional, y la Ley 41 de 1998, General del medio ambiente. En una reunión de tres horas el día martes 8 de junio de 2010 y en presencia de representantes de los sindicatos obreros, grupos ambientalistas y de la sociedad civil que se oponían al proyecto de Ley, la Comisión de Transporte de la Asamblea Nacional, lo aprobó en primer debate.
El viernes 1 de junio de 2010, con la Asamblea Nacional rodeada de polícias antidisturbios y ante la presencia de grupos ambientalistas, de sindicatos y la sociedad civil que continuaba protestando, el pleno de la Asamblea aprobó en segundo debate el proyecto de Ley con 41 votos a favor y 14 votos en contra de los diputado de oposición. El sábado 12 de junio de 2010, a puerta cerrada y rodeada de policías, la Asamblea aprobó el proyecto de Ley en tercer debate con 42 votos a favor y 17 en contra. En la periferia de la Asamblea, los grupos protestantes gritaban consignas de rechazo a la que por tratarse de 9 temas distintos en una Ley, se le denominó «Ley 9 en 1» o «Ley Chorizo».
A pesar de las marchas de protesta de los opositores, el presidente Ricardo Martinelli la sancionó el miércoles 16 de junio, convirtiéndose en la Ley 30. No valieron las solicitudes del Consejo Nacional de la Empresa Privada y la Sociedad Panameña de Ingenieros y Arquitectos, quienes le solicitaban al Presidente posponer la sanción. Las marchas de los sindicatos obreros encabezados por CONATO, CONUSI, SUNTRACS y FRENADESO, continuaron durante la semana posterior a la sanción de la ley.

#### Insurrección de Changuinola de julio de 2010
En Changuinola, Provincia de Bocas del Toro, el Sindicato de Trabajadores de la Industria del Banano (SITRAIBANA) declaró el viernes 2 de julio de 2010, un paro de 48 horas prorrogables, en demanda de la derogación de la Ley 30. El lunes 5 de julio declararon huelga indefinida, ahora con el apoyo del Sindicato Industrial de Trabajadores Bananeros Independientes (SITRABI). El martes 6 de julio, las autoridades del Ministerio de Trabajo y Desarrollo Laboral se reunieron con dirigentes sindicales encabezados por Genaro Benet, Secretario General del SITRAIBANA. No se llegó a acuerdos por lo que los huelguistas continuaron el miércoles con sus acciones de protestas y cierres de calles en todo el Distrito de Changuinola. Ese día en horas de la tarde, llegó a Changuinola el primer contingente de policías antimotines de la Unidad de Control de Multitudes.
El jueves 8 de julio en la mañana, mientras el Gobernador de Bocas del Toro, Bonifacio Ábrego trata de persuadir a los manifestantes para que levantaran las barricadas que los huelguitas habían colocado en las calles; el Alcalde de Changuinola, Luis Lorenzo, leía un comunicado en donde advertía a los manifestantes que si no retiraban las barricadas se usaría la fuerza policial. Media hora después, alrededor de las 09:50h comenzaron enfrentamientos; siendo los puntos de mayor violencia: Finca 66, Finca 41, Finca 6, Finca 11, Finca 12, Barriada el Puré y la Av. Omar Torrijos. La reacción generalizada de la población dejó en desventaja a la policía, ante esta situación las autoridades enviaron otro contingente de policías por vía aérea. En ese primer día de enfrentamiento murió por disparos de perdigones el obrero Antonio Smith y resultaron heridos alrededor de 40 manifestantes.
Las acciones de protesta siguieron el jueves 8 de julio en la noche y dejaron como resultado el incendio de 6 autos, las oficinas de Global Bank, las oficinas de ACODECO, el Ministerio de Salud y el cuartel de la Policía de la Niñez y la Adolescencia. El 10 de julio murió en el puente sobre el Río Changuinola el obrero Virgilio Castillo, también por disparo de perdigones. Los manifestantes exigían la renuncia del Ministro de Seguridad Pública, la Ministra de Trabajo y Desarrollo Laboral y el Director de la Policía Nacional. En la noche del 10 de julio, representantes del Órgano Ejecutivo y la dirigencia sindical llegaron a un acuerdo para levantar la huelga.

#### El Acuerdo de Changuinola de julio de 2010
Este acuerdo se logró después de las manifestaciones ocurridas entre el 2 de julio y el 10 de julio de 2010, con este acuerdo se suspendió por 90 días los Artículos 12, 13 y 14 del Código de Trabajo de la Ley 30 y se logró la conformación de una comisión especial de diálogo, constituido por 13 miembros, para revisar los artículos suspendidos de la Ley 30. La mesa de diálogo se instaló el 4 de agosto de 2010 con la participación de los industriales, ambientalistas, trabajadores y la representación del Órgano Ejecutivo. Por orden del presidente Martinelli, la Ley 30 se dividió en 6 proyectos de leyes que trataban por separado los diversos temas que comprendía la polémica Ley 30. Después de 26 sesiones, la mesa de diálogo culminó con un informe el 10 de octubre.
Posteriormente, el presidente integró una comisión de investigación presidida por Roberto Troncoso el cual desarrolló un informó de 500 páginas entregado al presidente el 25 de octubre de 2010 donde se concluyó que la principal causa de los disturbios ocurridos en Changuinola fue la Ley 30. En otra de las conclusiones de la Comisión señaló que hubo un «manejo imprudente e inaceptable por parte de las autoridades».
El saldo de la insurrección fue de dos muertos, reconocidos oficialmente, 677 heridos por parte de los manifestantes, de estos, 67 quedaron con pérdida parcial de la vista; 2 perdieron totalmente la vista. El saldo total de personas afectadas fue de 723. Según la organización Human Rights Watch, las muertes de Rubén Becker y Leandro Santos, se debieron a los gases lacrimógenos. Por parte de la Policía Nacional, hubo 33 heridos y se estima que hubo una pérdida económica de 37 millones de balboas. El caso fue llevado el 28 de octubre de 2010 ante la Comisión Interamericana de Derechos Humanos en Washington D.C., dos magistrados del Tribunal Superior de Chiriquí y Bocas del Toro, ordenaron el cierre provisional de los expedientes por las muertes de Antonio Smith y Virgilio Castillo.

### Ley 8
El 13 de enero de 2011, el Ministerio de Comercio e Industrias presentó ante la Asamblea Nacional el proyecto de reformas al Código de Recursos Minerales vigente mediante la Ley 23 de 1963. Las reformas tenían como objetivo, aumentar los cánones, las regalías y las multas al sector minero; pero también incluía la modificación a la Ley 23 que prohíbe a los gobiernos extranjeros invertir en la explotación minera. El proyecto de Ley 277 fue sometido a consulta ciudadana, siendo apoyado por la Cámara Minera de Panamá, pero siendo rechazado por ambientalistas, indígenas y sindicalistas. El 7 de febrero de 2011, mientras la Asamblea discutía en segundo debate el proyecto 277 de reformas al Código de Recursos Minerales, en las comunidades San Félix y Viguí en Chiriquí, unos 2,500 indígenas Ngöbes-Buglé se enfrentaron a la policía antimotines lo que terminó con un saldo de 12 heridos y 18 detenidos.